# Vatikanski trakovi
Vatikanski trakovi (izviren angleški naslov: The Vatican Tapes) je nadnaravna grozljivka iz leta 2015, delo režiserja Marka Neveldinea. Scenarij je napisal Christopher Borelli po zgodbi, ki jo je ustvaril s Chrisom Morganom. V filmu igrajo Olivia Taylor Dudley, Kathleen Robertson, Michael Peña, Djimon Hounsou, Dougray Scott, in John Patrick Amedori. Izšel je 24. julija 2015 v distribuciji Lionsgate.

## Vsebina
V Vatikanu vikar Imani (Djimon Hounsou) pokaže kardinalu Bruunu (Peter Andersson) primer Angele Holmes (Olivia Taylor Dudley), mlade ameriške ženske, ki bi naj bila obsedena z zlim duhom.
Tri mesece pred tem v ZDA Angeli njen oče Roger (Dougray Scott) in fant Peter »Pete« Smith (John Patrick Amedori) pripravita zabavo presenečenja za njen rojstni dan. Med rezanjem torte se poreže in odide v bolnišnico, kjer sreča duhovnika Lozana (Michael Peña). V bolnišnici ostane nekaj časa in ko jo izpustijo, povzroči prometno nesrečo ter ostane 40 dni v komi. Ravno ko jo želijo odklopiti od naprav se Angela prebudi in videti je popolnoma zdrava.
Angela nato začne kazati znake demonske obsedenosti, ko želi utopiti dojenčka. Lozano se zato odloči, da jo bo poslal v psihiatrično bolnišnico. Roger takrat prizna, da je bila Angelina mati prostitutka, ki je bila noseča nekaj mesecev preden je spoznala Rogerja in mu zapustila Angelo, katero je takorekoč posvojil. Angelina obsedenost se poslabša, ko začne hoditi v spanju, groziti psihiatrinji dr. Richards (Kathleen Robertson) in govoriti v aramejščini, kar povzroči množični samomor med pacienti. Bolnišnica jo nato odslovi, češ da ji ni pomoči.
Film se nato vrne nazaj v čas dogajanja. Bruun sklene, da je Angela obsedena z Antikristom, saj se ob njej zbirajo vrani, ki so Satanovi služabniki. Bruun nato odpotuje v ZDA, da bi ozdravil Angelo. Med obredom Angela izpljune tri jajca, ki bi naj predstavljala Sveto Trojico. Bruun ugotovi, da je Antikrist že del Angele in da ji lahko pomagajo samo tako, da jo ubijejo. Ko Angelo ubije, ona vstane kot Antikrist, kar predstavlja Jezusovo vstajenje, in ubije Bruuna, Rogerja ter Peteja. Prizanese le Lozanu in mu naroči, naj obvesti Vatikan.
Tri mesece kasneje Lozana izpustijo iz bolnišnice in Imani mu dovoli obisk Vatikanskih arhivov. Ogleda si posnetke, ki so nastali med njegovo odsotnostjo: Angela se vrne kot edina »preživela« poleg Lozana in sedaj dela čudeže. Film se konča s sobo, polno njenih privržencev, ki jih ona pozdravi z razpetimi rokami.

## Igralci
- Olivia Taylor Dudley kot Angela Holmes
- Kathleen Robertson kot dr. Richards, Angelin psihiater
- Michael Peña kot oče Oscar Lozano
- Djimon Hounsou kot Vicar Imani
- Dougray Scott kot Roger Holmes, Angelin čoe
- John Patrick Amedori kot Peter »Pete« Smith, Angelin fant
- Peter Andersson kot kardinal Bruun
- Tehmina Sunny kot novinarka
- Bruno Gunn kot Damon
- Ashley Gibson kot Ashley
- Alex Sparrow kot dr. Kulik
- Jarvis W. George kot detektiv Simmons
- Daniel Bernhardt kot varnostnik na psihiatričnem oddelku